# ATC code V04
ATC code V04 مواد و داروهای مورد استفاده در تشخیص پزشکی زیرگروهی درمانی از سیستم طبقه‌بندی شیمیایی درمانی آناتومیک است. این سیستمِ متشکل از کدهای حرفی‌عددی را سازمان جهانی بهداشت برای طبقه‌بندی داروها و سایر تولیدات پزشکی ایجاد کرده است. زیرگروه V04 جزوی از گروه آناتومیک V متفرقه است.

کدهای مورد استفاده در دامپزشکی (کدهای ATCvet) را می‌توان با گذاشتن حرف Q جلو کدهای انسانی ATC ایجاد کرد: مثلاً QV04. کدهای ATCvet که فاقد کدهای انسانی متناظر ATC هستند، در فهرست ذیل با حرف آغازین Q ذکر شده‌اند.
ممکن است نسخه‌های ملی از طبقه‌بندی ATC حاوی کدهای اضافه‌ای باشند که در این فهرست (نسخهٔ سازمان جهانی بهداشت) نیامده باشند.

## V04B تست‌هایادرار
گروه خالی

## V04C سایر مواد و داروهای مورد استفاده در تشخیص پزشکی

### V04CA تست‌هایدیابت
V04CA01 تولبوتامید
V04CA02 گلوکز

### V04CB تست‌های جذبچربی
V04CB01 ویتامین آ concentrates

### V04CC تست‌هایمجرای صفراویpatency
V04CC01 سوربیتول
V04CC02 منیزیم سولفات
V04CC03 Sincalide
V04CC04 Ceruletide

### V04CD تست‌های عملکردهیپوفیز
V04CD01 متی‌راپون
V04CD03 Sermorelin
V04CD04 Corticorelin
V04CD05 سوماتورلین
V04CD06 Macimorelin

### V04CE تست‌های ظرفیت عملکردیکبد
V04CE01 گالاکتوز
V04CE02 برمسولفتالئین
V04CE03 Methacetin (13C)

### V04CF تشخیص پزشکیسل
V04CF01 توبرکولین

### V04CG تست‌هایمعده
V04CG01 رزین‌های تبادل یونی
V04CG02 بتازول
V04CG03 هیستامین
V04CG04 پنتاگاسترین
V04CG05 متیلن بلو
V04CG30 کافئین و سدیم بنزوئیک اسید

### V04CH تست‌هایکلیهfunction and ureteral injuries
V04CH01 اینولین and other polyfructosans
V04CH02 ایندیگو کرمین
V04CH03  Phenolsulfonphthalein
V04CH04 Alsactide
V04CH30 آمینو هیپوریک اسید

### V04CJ تست‌های عملکردغده تیروئید
V04CJ01 هورمون محرکه تیروئید
V04CJ02 هورمون آزادکننده تیروتروپین

### V04CK تست‌های عملکردلوزالمعده
V04CK01 سکرتین
V04CK02 کوله‌سیستوکینین (cholecystokinin)
V04CK03 بنتیرومید

### QV04CV تست‌های عملکرددستگاه تنفس
QV04CV01 لوبلین (آلکالوئید)

### V04CM تست‌های اختلالاتباروری
V04CM01 هورمون آزادکننده گنادوتروپین‌ها